# 石井保 (俳優)
石井 保（いしい たもつ、1977年7月19日 - ）は、日本の俳優。埼玉県三郷市出身。三郷市立早稲田中学校、春日部共栄高等学校卒業、青山学院大学大学院修了。血液型はAB型。

## 来歴・人物
1981年、劇団ひまわりに入団。1982年に人形の久月のCMでデビュー。幼少期はCMに多く出演し、その後ドラマ、舞台に幅を広げる。
代表作としては、ドラマで、独眼竜政宗 (NHK大河ドラマ)、舞台でお葬式、恋文などがある。
ナイスガイ

## 出演作品

### CM
- 久月（1982年）
- 森永チョコボール（1984年）
- マルカワフーセンガム（1985年）

### ドラマ
- 独眼竜政宗（1987年） - 豊臣秀頼(少年時代)

### その他TV番組
- 8時だョ!全員集合（1985年）
- オレたちひょうきん族（1986年）
- 世界ちびっこビックリ大賞（1989年）

### 舞台
- お葬式（1987年、名古屋：名鉄ホール）
- 露の響（1987年、銀座：博品館劇場）
- 恋文（1987年、名古屋：名鉄ホール）
- 仙神奇祭 -オワタリ祭異聞-（2004年、アトリエフォンテーヌ）
- 夕焼けのカナタ*アカツキの手前（2005年、麻布：die pratz）
- 九龍迷廊 -Kowloon Maze-（2006年、大塚：萬劇場）
- 白南風の空　夢の伽詞（2007年、中野：ザ・ポケット）
- かるてと（2008年、荻窪：メガバックスシアター）
- ARK（2008年、新宿：シアターモリエール）
- ぐれなでんシロップ（2013年、江古田バディ）

### 映画
- 鉄棒（1988年）

### モデル
- 学研（1985年）

| スタブアイコン | サブスタブ | この項目は、まだ閲覧者の調べものの参照としては役立たない、俳優（男優・女優）に関連した書きかけの項目です。この項目を加筆・訂正などしてくださる協力者を求めています（P:映画/PJ芸能人）。 |